# Бер, Николай Дмитриевич
Николай Дмитриевич Бер (27 декабря 1860  [8 января 1861], Починок, Смоленская губерния — 17 марта 1926, Ельня, Смоленская губерния) — внучатый племянник М. И. Глинки, концертмейстер Большого театра (1892—1916), композитор, дирижер, собиратель русского песенного фольклора (1880—1890-е), друг и коллега В. Н. Добровольского; основатель одной из первых российских народных консерваторий (1918).

## Биография
Николай родился в семье сенатора Дмитрия Борисовича Бера и Юлии Дмитриевны Стунеевой, племянницы М. И. Глинки 8 января 1861 (27 декабря 1860) в родовом имении Починок Смоленской губернии.
Летом 1875 года учителем 15-летнего Николая и его братьев стал 19-летний М. А. Врубель, гостивший на Смоленщине.
В 1881 г. окончил Санкт-Петербургскую Ларинскую гимназию.
1881-1883 гг. студент юридического факультета Санкт-Петербургского университета.
1883-1885 гг. студент историко-филологического факультета Санкт-Петербургского университета.
Поступив в университет по настоянию отца, Николай не интересовался юриспруденцией, и, окончив два курса, он перешёл на историко-филологический факультет, а в 1885 году и вовсе оставил университет и поступил в Петербургскую консерваторию.
Двоюродный брат М.А. Бер вспоминал о Николае:

Он кончил не очень блестяще гимназию и поступил в университет. Он недурно играл на рояле и у него был отличный слух. Он сочинил и напечатал, имевшую некоторый успех польку «Тра-ла-ла». Родители его, в особенности мать, стали считать его чуть ли не музыкальным гением, предполагая, что он унаследовал свои способности от Глинки. Университет был оставлен и он поступил в консерваторию.
1883 -1890 гг. учащийся Санкт-Петербургской консерватории (1883-1885 гг. вольнослушателем («сверхкомплектным» учеником) в классе гармонии Ю. И.  Иогансена; 1885-1890 гг. ученик теоретического отдела класса теории композиции Ю. И. Иогансена); Игре на фортепиано обучался у профессора А. Л. Гензельта и А. Г. Рубинштейна.
В качестве выпускной работы представил кантату «Пир Валтасара» (впервые исполнена под управлением автора 19.5 (31.5).1890 в Михайловском дворце на Публичном акте 25-го выпуска учеников Санкт-Петербургской консерватории).

### Служба вИмператорском Большом театре
19 октября 1892 г. прикомандирован к режиссёрскому управлению Московского Большого Императорского театра.
С 19.10.1892 по 1.5.1916 гг. — хормейстер Московского Большого Императорского театра, иногда выполнял функции дирижёра.
1894 г. Участвовал в постановке Итальянской оперы в Большом Театре.
1898 г. Награждён за концерт в Кремле.
3.10.1901 — премьера оперы «Риголетто» (участвует как хормейстер и дирижер)
3.2.1902 — премьера оперы «Трубадур» (участвует как хормейстер и дирижер)
21.4.1902 — премьера оперы «Галька» (участвует как хормейстер и дирижер).

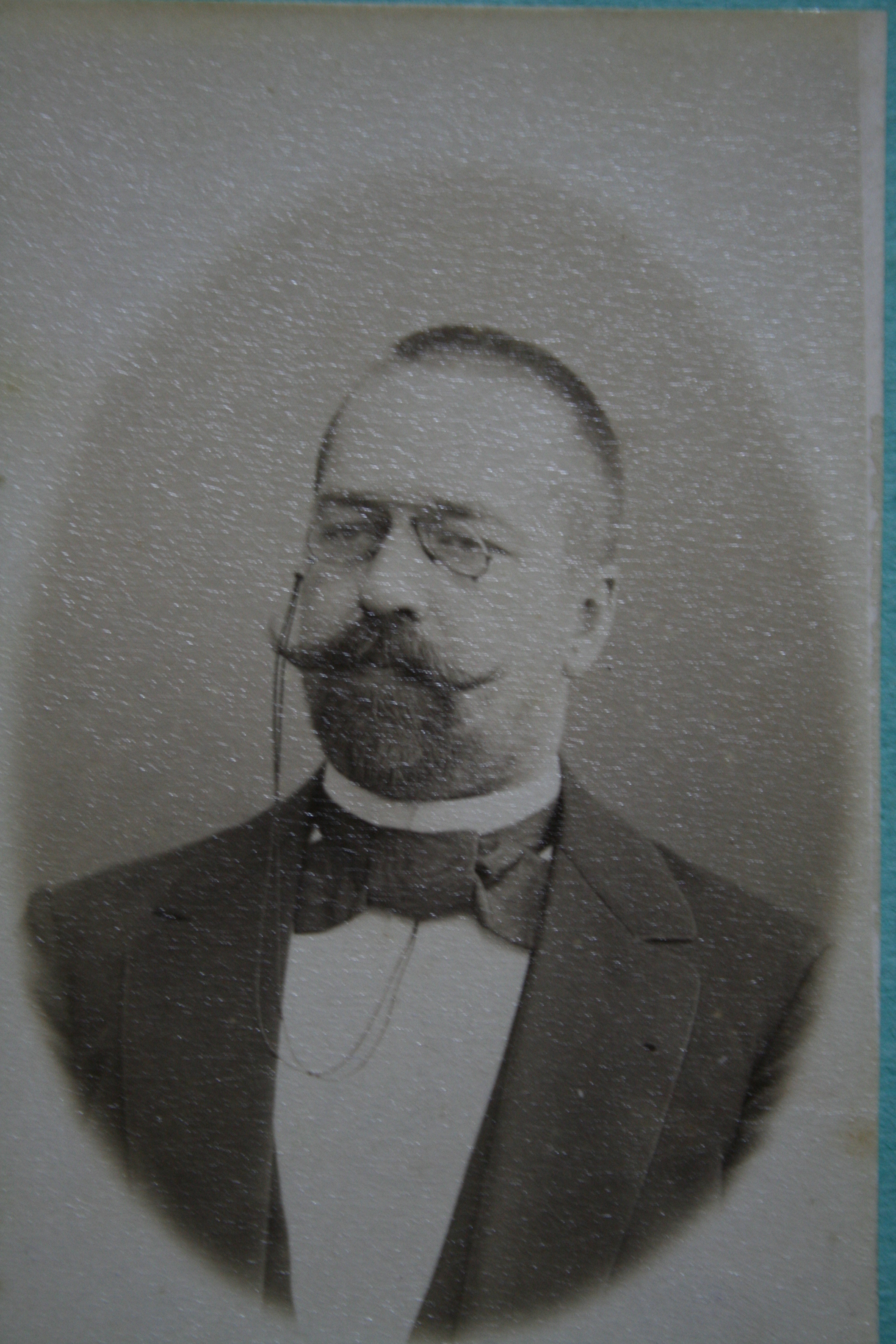
Николай Дмитриевич Бер (1890-е)

Талант его высоко ценили Ф. И. Шаляпин, Л. В. Собинов, А. В. Нежданова, с которыми Николая Дмитриевича связывала многолетняя работа в театре. Об этом времени напоминает подаренный ему Шаляпиным портрет с надписью: «Дорогому другу Николаю Дмитриевичу Бер от Шаляпина».

### Вклад вэтномузыкологию
О музыкальных способностях Н. Д. Бера имеется свидетельство П.В. Шейна 1886 г.: 

 «С Н. Д. Бером я познакомился в прошлую зиму, в течение которой я виделся с ним несколько раз и подолгу имел случай выслушивать от него не один десяток мотивов народных песен, которые он превосходно передает на фортепиано и гармонике. И тем, и другим инструментом он владеет в совершенстве. Одаренный от природы выдающимися музыкальными способностями, он отлично приготовлен к своему делу, как теоретически, так и практически и душой предан русской народной музыке. Он чрезвычайно быстро записывает с голоса всякую песню, чему я сам неоднократно был свидетелем, так как он с моего голоса вздумал записать несколько напевов во время моего пения».
В 1880—1910-е гг. Николай Дмитриевич почти каждое лето проводил в родовом имении Починок, вместе со своей семьёй и семьёй брата Бориса.
С 1883 г. дружил с владельцем соседнего имения Даньково, выдающимся этнографом Смоленщины В. Н. Добровольским. В Даньково также бывали языковед академик Л. В. Щерба, историк академик А. А. Шахматов. В летние сезоны в компании В.Н. Добровольского совершал поездки по окрестным сёлам, записывая песни русских и цыган Смоленщины. Создал около 500 нотаций к текстам народных песен, часть из которых опубликована В. Н. Добровольским в «Смоленском этнографическом сборнике» (1891–1903). Многие записи хранятся ныне в фондах Государственного литературного музея в Москве, куда они после смерти Н. Д. Бера были переданы его сыном, дирижёром Дмитрием Николаевичем Бером. Значительная часть записей погибла во время пожара в Починке в начале 1900-х гг. Тогда же в огне погибли многие обработки народных песен, сделанные Н.Д. Бером для голоса в сопровождении рояля. Несколько мелодий цыганских песен опубликованы в приложении к работе В. Н. Добровольского «Киселевские цыгане» (СПб, 1908).
С 1886 г. член-сотрудник Императорского Русского географического общества (по рекомендации П.В. Шейна). Читал на сессиях ИРГО доклады о записях песенного фольклора Смоленщины, а также лекции по истории и этнографии для учителей.
Член музейной комиссии Ельнинского общества изучения местного края. Организовал в соседнем селе Лучеса хороший хор.

### Деятельность с 1917 года
В 1917 году вернулся в Ельню, где занимался активной общественно-музыкальной деятельностью (организация музыкальной школы, основание мемориального зала М. И. Глинки в Смоленском музее, реорганизация Ельнинского любительского хора, работавшего под управлением регента Марьянского и создание на его базе капеллы с обширным репертуаром из произведений русской и иностранной классики, произведений М. И. Глинки и собственных обработок песен Смоленщины).
Николай Дмитриевич Бер принял новую власть, активно с ней сотрудничал. В 1918 году создал на базе Ельнинской музыкальной школы Ельнинское музыкальное училище, которое вскоре было переименовано в «народную консерваторию».
С июля по август 1919 года состоял в культпросвете расквартированного в Ельне 13-го Запасного Стрелкового полка Западного фронта Красной Армии и принимал активное участие в постановке еженедельных концертов при Красноармейском клубе и полковом театре.
В октябре 1921 года он стал председателем созданного им Ельнинского музыкального училища и оставался его директором до своей смерти в 1926 году. Будучи директором и председателем совета училища, он сам вел в нем преподавание фортепиано, пения и теоретических дисциплин. В 1924 году, после смерти В. И. Ленина, пишет симфонию «На смерть Ленина».
Умер в Ельне от разрыва сердца 17 марта 1926 года. Был похоронен на Ельнинском кладбище.

## Семья
Первая супруга (брак ок. 1901-1915 гг.) Межуева Антонина Петровна (1881-1943), певица оперетты, состоявшая в хоре Большого театра, исполнительница ключевых партий в 15 операх (под псевдонимом Антоновская): "Аида", "Борис Годунов", «Галька», "Гугеноты", "Демон", "Дубровский", "Евгений Онегин", "Жизнь за царя","Кармен","Мадам Баттерфляй", Пиковая дама", "Русалка", «Риголетто», "Руслан и Людмила", "Сыны Мандарини", "Травиата", "Фауст" "Хованщина".
В браке родились Дмитрий Николаевич Бер (Бер-Глинка) (1902) и Юлия Николаевна Бер (Бер-Глинка) (1910)
Вторая супруга (брак 1922-1926) Чурская Лидия Николаевна (1886- не ранее 1975), певица оперетты.

## Комментарии
1. ↑  С. М. Яковлев называет[13] открытую Н. Д. Бером народную консерваторию — первой в России. Однако народные консерватории существовали в России и прежде.